# Mali Dubovik
Mali Dubovik (cyr. Мали Дубовик) – wieś w Bośni i Hercegowinie, w Republice Serbskiej, w gminie Krupa na Uni. W 2013 roku liczyła 175 mieszkańców.